# Église Santa Maria della Pietà al Colosseo
L'église Santa Maria della Pietà al Colosseo (en français : église Sainte-Marie-de-la-Piété-au-Colisée) est une église romaine située dans le rione de Celio à l'intérieur du colisée.

## Historique
L'église insérée dans l'une des arches intérieures de "l'Amphithéâtre Flavien" est attestée sous le pontificat de Paul IV vers 1555. Elle est ensuite acquise en 1622 par la confraternité del Gonfalone qui la transforme en oratoire et l'alloue à un ermite vivant en ce lieu. Cette confraternité gère l'église jusqu'en 1936 date à laquelle l'église passe de mains en mains jusqu'en 1955, lors de sa gestion par le « Cercle de Saint Pierre » qui dès lors en assure l'utilisation cultuel.

## Architecture et décorations
Le maître-autel est décoré d'un bas-relief du XIXe siècle représentant une Madone en pleurs.

## Sources
- (it) Cet article est partiellement ou en totalité issu de l’article de Wikipédia en italien intitulé « Chiesa di Santa Maria della Pietà al Colosseo » (voir la liste des auteurs).